# Księga Arta Wirafa
Księga Arta Wirafa (Arda Wiraz Namag, Księga o pobożnym Wirazie) – jedna z ksiąg uważanych za świętą w zaratusztrianizmie.
O autorze Arda Wiraz namag nic nie wiadomo. Czasami uważa się, iż mógł to być jeden z bogobojnych komentatorów Awesty, żyjący w epoce Sasanidów (224–651 r. n.e.), zwykle jednak przyjmuje się, że tekst powstał dopiero w wieku IX n.e. Wskazuje na to głównie słownictwo użyte w Księdze..., oraz odniesienia do podboju Iranu przez Aleksandra Wielkiego, czyli wydarzenia podobne w charakterze do zawojowania kraju przez muzułmańskich Arabów, którzy – podobnie jak król macedoński – zniszczyli starożytną religię zaratusztriańską. Ścisłe datowanie nie jest możliwe, bowiem najstarsza zachowana kopia utworu pochodzi z XIV wieku.
Fabuła utworu zawiera opisy zaświatów, dokąd pobożny Wiraz się udał, by dowiedzieć się, co czeka nas po śmierci, a jednocześnie zweryfikować prawdziwość zasad wiary zaratusztriańskiej, wyznawanej po zniszczeniu świętych pism tej religii przez armię Aleksandra, zasad, które po tym wydarzeniu zachowały się wyłącznie w ludzkiej pamięci.
Arda Wiraz Namag opowiada o tym, jak w świątyni ognia zebrało się wyższe duchowieństwo zaratusztriańskie i oddelegowało pobożnego Wiraza, męża jego siedmiu rodzonych sióstr, w zaświaty. Dostał się tam, przyjąwszy silny narkotyk sporządzony z konopi i bielunia. Wędrówkę rozpoczął od mostu Czinwad, stanowiącego granicę między życiem doczesnym a pośmiertnym, następnie obejrzał niebo i niebiańskie rozkosze, a z nieba jego nadprzyrodzeni przewodnicy – aniołowie Srosz i Adur – powiedli go do piekła. Tu ujrzał straszliwe męki grzeszników. Po siedmiu dobach Wiraz obudził się z narkotycznego snu i opowiedział o swojej wędrówce, a jego opowieść została spisana.
Arda Wiraz namag z języka średnioperskiego (pahlawi) została przetłumaczona na wiele innych języków: nowoperski (w Iranie), sanskryt i gudżarati (w Indiach), angielski, francuski, niemiecki, hiszpański, rosyjski i ormiański.
Polski przekład księgi autorstwa Andrzeja Sarwy (nie dokonany z oryginału) pod tytułem Arda Wiraz namag. Księga o pobożnym Wirazie opublikowało w roku 2006 Wydawnictwo Armoryka w Sandomierzu.